# Wurzen
Wurzen este un oraș din landul Saxonia, Germania. Se află la o altitudine de 124 m deasupra nivelului mării. Are o suprafață de 69,04 km². Populația este de 16.154 locuitori, determinată în 30 septembrie 2019, prin actualizare statistică[*].